# 3-as villamos (Debrecen)
A debreceni 3-as jelzésű villamos a Gyógyfürdő és Pallag között közlekedett. A vonalat a DKV üzemeltette.

## Története
1924-ben hozták létre a Debrecen-Nyírbátori HÉV nagyerdei szakasza és az 1-es villamos összekötésével. 1950-ben a Pallag utáni, a villamos által nem használt vágányt a MÁV Budapest-Nyíregyháza vonalára kötötték be. Ezen a szakaszon csak a HÉV járatok futottak. A 7-es villamossal és a 12-es villamossal egy időben 1970. március 31-én szűnt meg.

## Útvonala
A nagyerdei gyógyfürdő mellől indult az 1-es villamos közös pályáról, nyomvonala a Pallagi út mellett haladt, azzal párhuzamosan. Elhaladt a klinikák mellett, majd a nagyerdei elágazást követően szinte lakatlan területen futott egészen Pallagig, ahol a mai Mezőgazdász utcában volt a végállomása.

## Kapcsolata más vonalakkal
Indulási pontján közvetlen kapcsolattal rendelkezett az 1-es villamossal és együtt futott a 7-es villamossal a nagyerdei elágazásig. A Debrecen városmagját keletről elkerülő vasútvonal kiépítéséig a nagyerdei elágazástól a HÉV járatai is használták a 3-as vonalát. A HÉV szerelvényei a Pallag után fordultak Hajdúsámson felé.